# UCAC4 297−101556
UCAC4 297−101556 ist ein Stern im Sternbild Skorpion. Er ist nicht nur im UCAC4–Katalog aufgeführt, sondern in der SIMBAD–Datenbank auch unter den Bezeichnungen 2MASS J16530351–3039399, WISE J165303.51–303939.7 und TIC 33573896 sowie einer Gaia DR2–Nummer referenziert. Eine Entfernungsangabe findet sich in den ersteren Katalogen und bei Simbad nicht.
Im Gaia DR2–Katalog wird allerdings eine Parallaxe von 366,26(49) mas angegeben, was einer Entfernung von ca. 8,9 Lichtjahren entspricht. Somit wäre UCAC4 297−101556 der
fünfzehntnächste Stern zur Sonne, näher noch als Ross 154 und Ross 248. Eine Bestätigung dieses Resultats durch weitere Messungen steht aus.
Eine scheinbare Helligkeit dieses Sterns ist nicht bekannt. Gaia hat eine G-Band-Magnitude von 16,4 gemessen, welche den gesamten sichtbaren Wellenlängenbereich von 350 bis 1000 nm umfasst und gibt eine jährliche Eigenbewegung von −12,8 mas/y (= Millibogensekunden pro Jahr) in der Rektaszension und −2,7 mas/y in der Deklination an. Die Radialgeschwindigkeit parallel zur Beobachtungsrichtung wurde nicht gemessen. Der Vergleich dieser Eigenbewegung mit den Bewegungen erdnaher Sterne zeigt für letztere um Größenordnungen höhere Werte (siehe Tabelle unten).
| Stern               | pmra       | pmde       |
| ------------------- | ---------- | ---------- |
| Proxima Centauri    | −3781,306  | 000769,766 |
| Barnards Pfeilstern | 0−802,803  | 010362,542 |
| Wolf 359            | −3866,338  | −2699,215  |
| Lalande 21185       | −3580,070  | −4776,589  |
| UV Ceti             | -03182,734 | 000592,104 |
| BL Ceti             | -03385,827 | 000532,040 |
| UCAC4 297−101556    | 00−12,781  | 0000−2,705 |
| Ross 154            | 0−639,348  | 00−193,550 |
| Ross 248            | -00112,692 | 0−1592,055 |
| ε Eridani           | 0−975,375  | 000020,265 |
| Lacaille 9352       | -06765,995 | 001330,388 |

pmra: Eigenbewegung entlang Rektaszensionsachse (Millibogensekunden pro Jahr) 

pmde: Eigenbewegung entlang Deklinationsachse (Millibogensekunden pro Jahr)
Im aktuelleren Gaia DR3-Katalog gibt es keine Angaben zu diesem Objekt. Stattdessen findet sich bei Rektaszension 16 h 53 m 3,505 s und Deklination −30 deg 39 ' 39,881 ″ der Stern
DR3 6027985607850803456 mit Magnitude 15,98 und einer Parallaxe von 1,228 Millibogensekunden, d. h. einer Entfernung von über 2600 Lichtjahren. Simbad listet diesen Stern nicht. Die
Eigenbewegung wird im DR3−Katalog mit −0,685 mas/y (pmra) und 0,233 mas/y (pmde) angegeben, also noch einmal deutlich kleiner als für UCAC4 297−101556. Aufschluss kann es nur durch
weitere Untersuchungen geben.